# Castillo de Castromarín
El castillo de Castromarín (en portugués: castelo de Castro Marim) está situado en la ciudad, parroquia y municipio del mismo nombre, en el Distrito de Faro, en Portugal.
Fortificación rayana, en posición dominante sobre el llamado cerro del Castillo, defendía ese punto de paso sobre la margen derecha de la desembocadura del río Guadiana, lindando con el Castillo de Ayamonte en la margen opuesta, hoy en España. Ex-libris de la ciudad, es considerado por los estudiosos como uno de los monumentos más significativos de la Edad Media portuguesa en el paisaje de la región. Forma parte de la Reserva Natural del Saladar de Castromarín y Vila Real de Santo António, y es muy apreciada la vista panorámica sobre el río, la zona del saladar, las montañas del Algarve, España, las salinas y las playas de la costa.
El castillo de Castromarín está clasificado como Monumento Nacional desde 1910.

## Antecedentes
Las investigaciones arqueológicas desarrolladas en la década de 1980, indican que la primitiva ocupación humana de la Colina del Castillo se remonta a la prehistoria, a finales de la Edad de Bronce. Desde entonces no se interrumpió la ocupación de la desembocadura del río Guadiana, siempre vinculada a la actividad comercial marítima del Mar Mediterráneo, sucesivamente por navegantes fenicios, griegos (854 a. C.) y cartagineses (finales del siglo IV) hasta que fue destruida por un fuerte impacto sísmico antes de la llegada de los romanos. En el lugar se han encontrado restos arqueológicos que sugieren una ocupación humana que se remonta a cinco mil años antes de Cristo, integrada en el Neolítico.
La muralla defensiva más antigua identificada en el recinto del actual castillo data del siglo VIII, habiendo sido aumentada por otras estructuras en los siglos siguientes, en particular entre los siglos V y III a. C., cuando se intensificó el comercio con las ciudades griegas.
En la época de la Invasión romana de la península ibérica, el río Guadiana servía de frontera entre las provincias de Bética y Lusitania. El asentamiento fue reocupado y su fortificación reconstruida, convirtiéndose en un importante centro político y económico regional. Desde aquí partía la transitada carretera que unía Besuris (Castromarín) con Mírtilis Júlia (Mértola, al norte), a Ossónoba (Faro) y Balsa, por la costa (al oeste) y Onoba Astuária (Huelva, al este).
Posteriormente, manteniendo su importancia, fue ocupada por vándalos y por musulmanes, atribuyendo algunos autores a estos últimos la construcción del primitivo castillo, de planta cuadrada, con torres semicirculares en los vértices.

### El castillo medieval
En la época de la Reconquista cristiana de la península ibérica, la región fue golpeada por las fuerzas portuguesas en la  década de 1230. El rey Sancho II de Portugal llegó hasta la desembocadura del río Guadiana, donde conquistó Mértola y Ayamonte (1238). Castromarín fue conquistado a continuación, bajo el mando del Maestre de la Orden de Santiago, D. Paio Peres Correia (1242). A partir de entonces, la corona promovió la repoblación del Algarve, bajo la responsabilidad de las Órdenes Militares. Castromarín recibió Carta de Foral aprobado por D. Afonso III de Portugal desde el 8 de julio de 1277, con la determinación para la reconstrucción de su defensa.
Bajo el reinado de D. Dinis de Portugal (1279-1325), se inició la reconstrucción de la puerta del castillo, según inscripción epigráfica (1 de julio de 1279). El soberano confirmó y prorrogó la carta puebla (1 de mayo de 1282). Más tarde, debido a la negociación y firma del Tratado de Alcañices (12 de septiembre de 1297), cuando Portugal renunció a los dominios de Aroche, Ayamonte, Aracena y otros, recibiendo a cambio los de Campomayor, Olivenza y otros de la región, el soberano ordenó el refuerzo del Castillo de Castromarín (1303) y la construcción de una barbacana. Estas estructuras pasaron a ser conocidas respectivamente como Castillo Viejo y Muralla (o castillo) de Fora.
Todavía durante el reinado de este soberano, ante la extinción de la  Orden Templaria, por Bula del Papa Juan XXII (14 de marzo de 1319), Castromarín fue donado a la recién creada Orden de Cristo que estableció allí su primera sede, de 1319 a 1356. Con el traslado de la sede a Tomar, por orden de D. Pedro I de Portugal (1357-1367), la importancia estratégica de la villa disminuyó, y comenzó a despoblarse. Así, ya en las Cortes de 1361 se escucharon quejas contra las Órdenes Militares en general, que más tarde, en 1475, fueron acusadas de derribar los castillos del Algarve, mencionándose por su nombre a Castromarín. Cabe señalar que D. João I (1385-1433) ya había concedido foral a la villa, otorgándole el privilegio de corte para cuarenta caseríos (10 de abril de 1421) con el fin de aumentar la población.
En este castillo residió el Infante D. Henrique (1395-1460), nombrado Maestre de la Orden. Más tarde, bajo el reinado de D. Manuel I (1495-1521), la ciudad recibió el Foral Novo (20 de agosto de 1504), momento en el que el soberano ordenó la reparación de sus defensas, incluidas las murallas del castillo. Estas obras son recogidas por Duarte de Armas en su Livro das Fortalezas (Libro de las Fortalezas) (c. 1509): en el castillo, de planta cuadrada, sobresalía al sur, adosada a la muralla, la alta torre del homenaje, también de planta cuadrada. Esta muralla estaba reforzada por cubos de planta cilíndrica en los vértices.
Externamente, una cerca de forma irregular, orgánica y ameboide rodeaba la villa. En esta cerca destacaban:
- en el vértice al este, un torreón de planta cuadrangular coronado por merlones, en el que se abría una puerta de arco recto, precedida por un puente levadizo;
- en el vértice occidental, un torreón más pequeño abierto por una puerta de arco completo con un broche decorado con el escudo de armas;
- en el lado norte, a nivel del suelo, se abría un pequeño arco de medio punto.

Con el inicio de la expansión marítima portuguesa, la región del Algarve adquirió una nueva importancia estratégica, debido a su proximidad a las fortalezas del norte de África. Estas obras cumplían una doble función: apoyo logístico a las plazas africanas y vigilancia contra la acción de los corsarios, activos en la región. Otras plazas del Algarve, sin embargo, se modernizaron durante el siglo XVI, lo que no ocurrió en Castromarín. En el último cuarto de ese siglo, la villa y su castillo eran descritos así:
"Castromarín está situada en la cabeza de una alta colina, rodeada de mar por todas partes, excepto por el poniente, y el sitio está bien adaptado al lugar donde está, que es la frontera de Castilla, donde tiene como competidora una aldea grande, pero diseminada, llamada Ayamonte (...).
La mayor parte de esta villa está rodeada de una buena fortaleza y su arrabal y todo junto representa majestad a los que la ven de lejos, por el alto terreno en que se levanta, con que muestra sus edificios, todo lo cual, bien considerado, parece favorecido de la naturaleza, está amenazando no sólo a su vecina Ayamonte, sino a toda Castilla (...)" (Frei João de São José. Chorographia do Reyno do Algarve. 1577.)
Durante la  crisis sucesoria de 1580, sublevado el partido del Prior de Crato, los miembros del Consejo de Defensa del Reino, constituido tras la muerte de  Enrique I, huyeron a Castromarín, de donde pasaron a Ayamonte, en España. Allí, protegidos, redactaron y firmaron una declaración reconociendo los derechos de Felipe II de España al trono de Portugal, proscribiendo a D. Antonio. Durante el reinado de Felipe III de España, Henrique Fernandes Serrão describe el Castillo de Castromarín como poseyendo "tres puertas en la cerca y un castillo muy fuerte, que está recién reparado, y en él una torre muy alta y hermosa, de donde se ven muchas vistas" (1600). Con la Guerra de Restauración de la independencia portuguesa, la defensa de Castromarín fue remodelada, adquiriendo líneas de bastiones modernas. Estas obras sólo se concluyeron durante el reinado de D. Alfonso VI de Portugal (1656-1667), complementándose con el Fuerte de São Sebastião de Castromarín y el Fuerte de San Antonio de Castromarín. Dentro de este sistema defensivo el soberano ordenó erigir una nueva ermita dedicada a  Santo António en la que se consagró un altar al mártir San Sebastián.

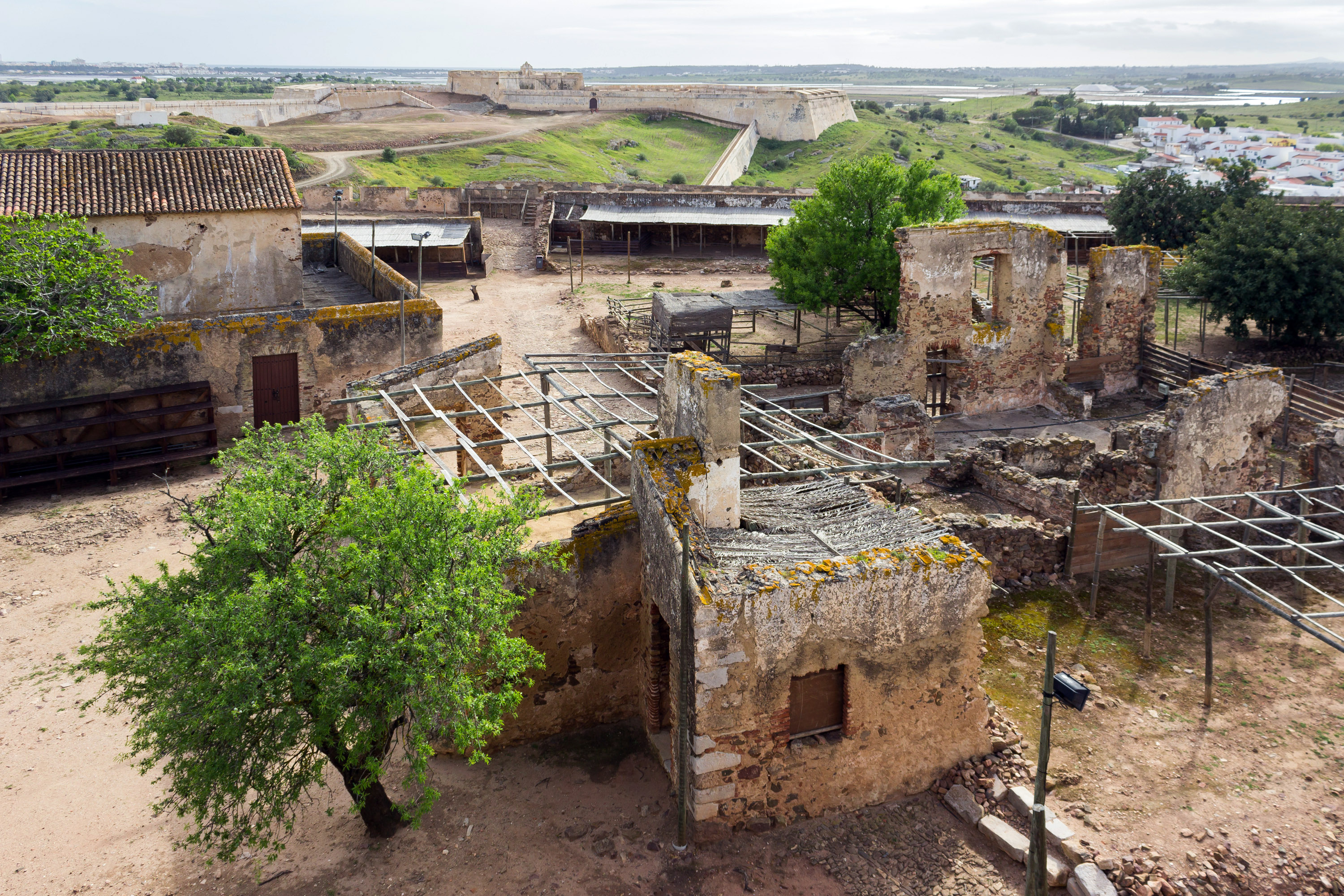
Edificios dañados en el interior del castillo en 2014

### Desde el terremoto de 1755 hasta la actualidad
Durante el terremoto de 1755 el núcleo medieval de la ciudad sufrió grandes daños, especialmente sentidos en la Igreja de São Tiago. Por este motivo, D. José I (1750-1777) ordenó la recuperación de las defensas de la villa.
A principios del siglo XX, el Castillo de Castromarín fue clasificado como Monumento Nacional por Decreto de 16 de junio de 1910. Sin embargo, no fue hasta mediados de este siglo cuando los poderes públicos comenzaron a intervenir, a través de la Direcção-Geral dos Edifícios e Monumentos Nacionais (DGEMN) (Dirección General de Edificios y Monumentos Nacionales), que realizó obras de consolidación y reconstrucción entre 1942 y 1952. Seguirían otras intervenciones, a cargo del mismo organismo, en 1958 (predominantemente junto a la ermita) y 1960 (obras de adaptación a museo, reconstrucciones y otras). El monumento resultó ligeramente dañado por el terremoto del 28 de febrero de 1969. Otras intervenciones de la DGEMN tuvieron lugar entre 1977 y 1979, y entre 1980 y 1983. Las campañas de excavación tuvieron lugar entre 2000 y 2003, bajo la dirección de la arqueóloga Ana María Arruda. Recientemente, en 2004, se estaban llevando a cabo trabajos en el Museo Arqueológico.

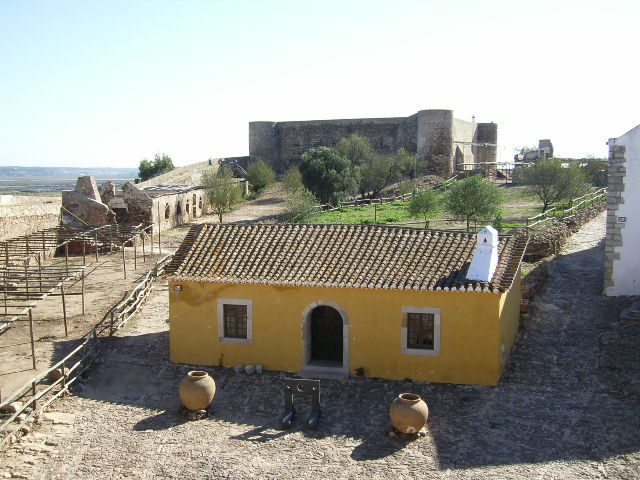
Edificio interior del castillo, con vista del castelejo medieval al fondo

## Características
En posición dominante sobre una colina, el castillo medieval (también llamado "Castelo Velho" o simplemente "Castelejo") presenta una planta cuadrangular irregular (orgánica), con cuatro cubos cilíndricos en los ángulos de las murallas, atravesados por un adarve, donde se abren dos puertas al norte y al sur, una de las cuales está rematada por una piedra blasonada y una inscripción epigráfica. En el interior de la plaza principal, se alzan edificios de dos plantas junto a las murallas oeste y norte; en el lado este, las ruinas de la primitiva ciudadela. En el exterior, se pueden identificar los restos de la torre del homenaje y de un bastión que la flanqueaba.
Bajo la barbacana, de planta triangular, atravesada por un baluarte, se alzan la Igreja de São Tiago, la Igreja de Santa Maria, la Igreja da Misericórdia y un núcleo museístico, con testimonios arqueológicos de la ocupación de la región. En el vértice sur se alza una plataforma para artillería; en los vértices este y oeste, dos torreones de planta cuadrada, cubiertos por terrazas en las que se abren puertas en arco de medio punto. Encima de la puerta de la torreta oeste, una lápida con el escudo y una inscripción epigráfica.